# Lejanías
Lejanías es un municipio del departamento del Meta, Colombia. Se encuentra a 128 km de la capital Villavicencio.

## Historia
Durante la época de violencia de los años 50 fruto de una crisis social por culpa de la decadencia político-administrativo fruto de los líderes que ostentaban el poder. Familias de diferentes departamentos afectados por la crisis recurrieron a la emigración al departamento del Meta en la región del Ariari, en los municipios de Mesetas, El Castillo, San Juan de Arama y Granada, en el año de 1958 Hipólito Lugo, Milciades Navarro, Alberto Gutiérrez (habítante actual del municipio) es quien es primer propietario de lejanías y luego le hace ese regalo a su hermano: Pedro Gutiérrez “el diablo”, y su esposa Paulina Ruiz, Marco Tulio, Aniceto Chaparro, Cecilia Montalvo y su esposo Camilo Solórzano, Francisco Urueña, Roberto Medina ,  quienes venían de los departamentos de Tolima, Valle del Cauca, Caldas y Quindío estás familia llegaron a lo que hoy se conoce como Lejanías, la región fue de gran atractivo para los colonos por sus características de suelo, clima, fauna y por sus recursos naturales.
Llegar a estas tierras representó una gran odisea, nadaron por caudalosos ríos como Guape, Cubillera y el Ariari, donde se ahogaron un gran número de personas. Fueron 2 las maneras como los grupos humanos llegaron al territorio. Los primeros lo hicieron de una forma voluntaria; luego vinieron otros amparados por una ley de colonización dictada en el año 1959 por el entonces Presidente Alberto Lleras Camargo, a dicho sistema se le conoció como de colonización dirigida. Estos acelerados estilos de ocupación ocasionaron graves problemas de orden ecológico, así como de tenencia de tierra. Con el fin de establecer un asentamiento humano, la junta de Acción Comunal existente apoyó la compra de nueve hectáreas de la finca de don Roberto Medina, ubicadas en la orilla del río Guape, tierras con especiales características de clima y recursos naturales por las que pagaron con cincuenta arrobas de semilla de pasto puntero.

## División Político-Administrativa
Además de su Cabecera municipal. Lejanías tiene bajo su jurisdicción los siguientes Centros poblados:
- Angosturas del Guape
- Cacayal

## Patrimonio Cultural
- En la vereda Baja Cristalina se encuentra una gran piedra llamada "Piedra Gorda" que está cubierta por figuras (talladas) que reflejan la existencia de antiguos grupos indígenas que habitaron el Municipio.
- El Puente de la Reconciliación es una obra civil gruesa que permite la comunicación y el transporte de productos entre las veredas Agua Linda, Lusitania, Alta Cristalina, Baja Cristalina, Angosturas del Guape, La Española, Alto Yucapé, Bajo Yucapé, Caño Rojo, y el resto del municipio.
- Cerca del puente de la Reconciliación se encuentra La Canasta que antes era la única forma de comunicación entre el casco urbano y las veredas que se encontraban al otro lado del río, sucesora de 2 primeras canastas; la primera implementada para el transporte de madera proveniente de una de las primeras actividades económicas del municipio, diseñada por el señor Carlos Julio León. Y una segunda versión convencional de un sistema de teleférico, que comunicó a las veredas que estaban al otro lado del río guape, y que significó el desarrollo del municipio; porque ésta era una forma más segura de cruzar el río y también de impulsar el comercio entre las veredas y el casco urbano, gracias al señor Campo Aníbal Olarte Ortegón. Esta canasta fue reemplazada por un sistema de teleférico más perfeccionado y actualmente está inutilizado.

## Geografía

### Límites municipales
Lejanías limita con los siguientes municipios:
| Noroeste: páramo de sumapaz(Meta).svg | Norte: Cubarral           | Nordeste: El Castillo (Caño Bruja y Río Guape) |
| Oeste: Mesetas (Cerro Ramírez)        |                           | Este: Granada                                  |
| Suroeste: Mesetas                     | Sur: Mesetas (Río Güéjar) | Sureste: San Juan de Arama (Caño Guanaya)      |

## Clima
El Municipio latitudinalmente se encuentra entre los 500 m, hasta los 3500 m, sobre el nivel del mar, presentando temperaturas que varían desde los 27 °C, hasta los 0 °C. El gradiente térmico calculado para la Cordillera Oriental flanco oriental.
T(°C) = 25.05-0.0052h, donde T = Temperatura media anual del aire, H = Altitud en metros.

### Pisos Bioclimáticos
El Municipio presenta cuatro pisos térmicos a saber:
- El cálido, que llega hasta los 1000 m con temperaturas mayores a 24 °C, en las cercanías del casco Urbano y Cacayal.

- Piso térmico Medio, con alturas entre los 1000 y 2000 m.s.n.m, con temperatura promedio de 17° hasta los 24 °C.

- Piso térmico Frío, se presenta en alturas entre los 2000 y 3000m, con temperatura promedio entre los 17 °C y los 7 °C.

- Piso térmico páramo bajo, con alturas entre los 3000 y 3700 m s. n. m. Con temperaturas inferiores a 7 °C.

El Municipio se encuentra caracterizado en un clima superhúmedo bajo A1: Con factores de humedad entre 101 y 200, precipitaciones entre 2.800 y 3.750 mm, temperaturas entre 22,3 °C y 25,1 °C, presenta déficit de agua durante los meses de febrero y marzo, y excesos de agua entre abril y diciembre.

## Economía
- Sector agrícola

Dentro de los productos agrícolas más importantes cultivados en la región se descantan: los cultivos de cítricos, tales como la naranja tangelo, naranja Valencia, lima ácida Tahití y mandarina arrayana; así como también cultivos de maracuyá, aguacate, guayaba pera, papaya, yuca, plátano, maíz, café, cacao, mora, tomate de árbol, guanabana y tomate.
- Sector pecuario

Dentro de las explotaciones pecuarias de mayor importancia se destacan: La ganadería doble propósito y carne. De igual manera guarda importancia la producción porcina, piscícola y la avícola de engorde.
- Explotación forestal

## Cultura y turismo
- Piedra Gorda
- Playas del río Guape
- Cascadas y piscinas naturales del Güéjar
- Cascada la Cristalina
- Caño Urichare
- Casa Cultural
- Pozo azul
- Finca Cascada de azufre
- Aula Viva Tropical

## Festividades
- Festival frutícola, del llano y del café, se celebra en el mes de octubre